# 112 Ифигенија
112 Ифигенија (енгл. 112 Iphigenia) је астероид главног астероидног појаса. Приближан пречник астероида је 72,18 km,
а средња удаљеност астероида од Сунца износи 2,433 астрономских јединица (АЈ).
Инклинација (нагиб) орбите у односу на раван еклиптике је 2,605 степени, а орбитални период износи 1386,304 дана (3,795 године). Ексцентрицитет орбите астероида износи 0,128.
Апсолутна магнитуда астероида износи 9,84 а геометријски албедо 0,039.
Астероид је откривен 19. септембра 1870. године.